# Kashabowie River
Kashabowie River är ett vattendrag i Kanada.   Det ligger i provinsen Ontario, i den sydöstra delen av landet, 1 200 km väster om huvudstaden Ottawa. Kashabowie River ligger vid sjön Upper Shebandowan Lake.
I omgivningarna runt Kashabowie River växer i huvudsak blandskog. Trakten runt Kashabowie River är nära nog obefolkad, med mindre än två invånare per kvadratkilometer.